# Liste des circonscriptions au Parlement d'Écosse au moment de l'Union
La liste des circonscriptions du Parlement d'Écosse au moment de l'Union est une liste des circonscriptions du Parlement d'Écosse (les États d'Écosse) pendant la période peu avant l'Union entre le Royaume d'Écosse et le Royaume d'Angleterre. Les États monocaméraux d'Écosse ont existé de l'époque médiévale jusqu'en 1707.
Les commissaires des burghs (le tiers État) et des comtés et des stewartries (parfois appelés le quatrième État, ou classés comme un sous-groupe au sein du Second État) ont été élus, mais avec un droit de vote très restrictif. Commissaire était le titre des membres ordinaires et représentatifs du parlement (les pairs juniors étaient appelés Lord du Parlement ; et les pairs seniors, les représentants du monarque et certains membres du clergé siégeaient également au parlement).
Les ministres écossais (le Conseil privé d'Écosse), n'étaient pas responsables devant les États d'Écosse mais devant le monarque écossais (qui, après l'Union des couronnes en 1603, signifiait généralement de facto devant le Conseil privé d'Angleterre, qui avait l'occasion conseiller un roi ou une reine résidant à Londres). Le Parlement d'Écosse a été aboli lorsqu'il a fusionné avec le Parlement d'Angleterre pour créer le nouveau Parlement de Grande-Bretagne, en 1707 en vertu des Actes d'Union.

## Circonscriptions
La représentation des burghs et celle des comtés et des stewartries, au moment de l'Union, se composait de 154 commissaires élus dans 99 circonscriptions.
Une élection n'a pas eu lieu immédiatement après l'Union parce que l'establishment craignait une éventuelle victoire écrasante des commissaires anti-Union. Au lieu de cela, 45 commissaires ont été triés sur le volet pour représenter l'ensemble du pays (voir les représentants écossais au premier Parlement de Grande-Bretagne) en tant que premiers MPs d'Écosse. 43 de ces représentants triés sur le volet étaient favorables à l'Union.
À partir de 1708, il y avait 45 circonscriptions uninominales du Parlement de Grande-Bretagne. Ces circonscriptions restèrent inchangées jusqu'en 1832. Tous les burghs étaient regroupés en districts de 4 ou 5 membres, à l'exception d'Édimbourg. Trois paires de comtés étaient représentées dans des parlements alternatifs.
Les noms donnés dans la colonne Comté ou Stewartry dans la liste ci-dessous étaient ceux des comtés et des stewartries utilisés dans les rapports parlementaires pour les États d'Écosse qui se sont réunis le 6 mai 1703, comme indiqué en 1878 (cette date de rapport est importante, car les noms utilisés sont ceux anglicisés introduits par les Victoriens, et non les noms donnés aux subdivisions d'Écosse existantes en 1703). Dans certains cas, la forme du nom est inhabituelle et non conforme à la version communément acceptée. Dans d'autres, le nom a changé après l'Union.
Les noms utilisés pour les circonscriptions britanniques sont ceux utilisés dans The History of Parliament 1754–1790. Celles-ci peuvent ne pas être exactement les mêmes que celles appliquées dans la première moitié du XVIIIe siècle.

### Burghs écossais, Shires et Stewartries
| SP Circonscriptions     | Comté ou Stewartry         | Commissaires | Circonscriptions apres l'union    |
| ----------------------- | -------------------------- | ------------ | --------------------------------- |
| Aberdeen                | Aberdeenshire              | 1            | Partie d'Aberdeen Burghs          |
| Aberdeenshire           | Aberdeenshire              | 4            | Aberdeenshire                     |
| Annan                   | Dumfries & Annandale       | 1            | Partie de Dumfries Burghs         |
| Anstruther Easter       | Fifeshire                  | 1            | Partie d'Anstruther Easter Burghs |
| Anstruther Wester       | Fifeshire                  | 1            | Partie d'Anstruther Easter Burghs |
| Arbroath                | Forfarshire                | 1            | Partie d'Aberdeen Burghs          |
| Argyllshire             | Argyllshire                | 3            | Argyllshire                       |
| Ayr                     | Ayrshire                   | 1            | Partie d'Ayr Burghs               |
| Ayrshire                | Ayrshire                   | 3            | Ayrshire                          |
| Banff                   | Banffshire                 | 1            | Partie d'Elgin Burghs             |
| Banffshire              | Banffshire                 | 2            | Banffshire                        |
| Berwickshire            | Berwickshire               | 4            | Berwickshire                      |
| Brechin                 | Forfarshire                | 1            | Partie d'Aberdeen Burghs          |
| Burntisland             | Fifeshire                  | 1            | Partie de Dysart Burghs           |
| Buteshire               | Buteshire                  | 2            | Buteshire                         |
| Caithness-shire         | Caithness-shire            | 2            | Caithness                         |
| Campbeltown             | Argyllshire                | 1            | Partie d'Ayr Burghs               |
| Clackmannanshire        | Clackmannanshire           | 1            | Clackmannanshire                  |
| Crail                   | Fifeshire                  | 1            | Partie d'Anstruther Easter Burghs |
| Cromartyshire           | Cromartyshire              | 2            | Cromartyshire                     |
| Cullen                  | Banffshire                 | 1            | Partie d'Elgin Burghs             |
| Culross                 | Perthshire                 | 1            | Partie de Stirling Burghs         |
| Cupar                   | Fifeshire                  | 1            | Partie de Perth Burghs            |
| Dingwall                | Ross-shire                 | 1            | Partie de Tain Burghs             |
| Dornoch                 | Sutherlandshire            | 1            | Partie de Tain Burghs             |
| Dumbarton               | Dunbartonshire             | 1            | Partie de Glasgow Burghs          |
| Dumfries                | Dumfries & Annandale       | 1            | Partie de Dumfries Burghs         |
| Dumfries & Annandale    | Dumfries & Annandale       | 4            | Dumfriesshire                     |
| Dunbar                  | Haddingtonshire            | 1            | Partie de Haddington Burghs       |
| Dunbartonshire          | Dunbartonshire             | 2            | Dunbartonshire                    |
| Dundee                  | Forfarshire                | 1            | Partie de Perth Burghs            |
| Dunfermline             | Fifeshire                  | 1            | Partie de Stirling Burghs         |
| Dysart                  | Fifeshire                  | 1            | Partie de Dysart Burghs           |
| Edinburgh               | Edinburghshire             | 2            | Edinburgh                         |
| Edinburghshire          | Edinburghshire             | 4            | Edinburghshire                    |
| Elgin                   | Elgin & Forresshire        | 1            | Partie d'Elgin Burghs             |
| Elgin & Forresshire     | Elgin & Forresshire        | 2            | Elginshire                        |
| Fifeshire               | Fifeshire                  | 4            | Fifeshire                         |
| Forfar                  | Forfarshire                | 1            | Partie de Perth Burghs            |
| Forfarshire             | Forfarshire                | 4            | Forfarshire                       |
| Forres                  | Elgin & Forresshire        | 1            | Partie d'Inverness Burghs         |
| Fortrose                | Ross-shire                 | 1            | Partie d'Inverness Burghs         |
| Glasgow                 | Lanarkshire                | 1            | Partie de Glasgow Burghs          |
| Haddington              | Haddingtonshire            | 1            | Partie de Haddington Burghs       |
| Haddingtonshire         | Haddingtonshire            | 4            | Haddingtonshire                   |
| Inverbervie             | Kincardineshire            | 1            | Partie d'Aberdeen Burghs          |
| Inveraray               | Argyllshire                | 1            | Partie d'Ayr Burghs               |
| Inverkeithing           | Fifeshire                  | 1            | Partie de Stirling Burghs         |
| Inverness               | Inverness-shire            | 1            | Partie d'Inverness Burghs         |
| Inverness-shire         | Inverness-shire            | 2            | Inverness-shire                   |
| Inverurie               | Aberdeenshire              | 1            | Partie d'Elgin Burghs             |
| Irvine                  | Ayrshire                   | 1            | Partie d'Ayr Burghs               |
| Jedburgh                | Roxburghshire              | 1            | Partie de Haddington Burghs       |
| Kilrenny                | Fifeshire                  | 1            | Partie d'Anstruther Easter Burghs |
| Kincardineshire         | Kincardineshire            | 2            | Kincardineshire                   |
| Kinghorn                | Fifeshire                  | 1            | Partie de Dysart Burghs           |
| Kinross-shire           | Kinross-shire              | 1            | Kinross-shire                     |
| Kintore                 | Aberdeenshire              | 1            | Partie d'Elgin Burghs             |
| Kirkcaldy               | Fifeshire                  | 1            | Partie de Dysart Burghs           |
| Kirkcudbright Burgh     | Stewartry of Kirkcudbright | 1            | Partie de Dumfries Burghs         |
| Kirkcudbright Stewartry | Stewartry of Kirkcudbright | 2            | Kirkcudbright Stewartry           |
| Kirkwall                | Orkney                     | 1            | Partie de Tain Burghs             |
| Lanark                  | Lanarkshire                | 1            | Partie de Linlithgow Burghs       |
| Lanarkshire             | Lanarkshire                | 4            | Lanarkshire                       |
| Lauder                  | Berwickshire               | 1            | Partie de Haddington Burghs       |
| Linlithgow              | Linlithgowshire            | 1            | Partie de Linlithgow Burghs       |
| Linlithgowshire         | Linlithgowshire            | 2            | Linlithgowshire                   |
| Lochmaben               | Dumfries & Annandale       | 1            | Partie de Dumfries Burghs         |
| Montrose                | Forfarshire                | 1            | Partie d'Aberdeen Burghs          |
| Nairn                   | Nairnshire                 | 1            | Partie d'Inverness Burghs         |
| Nairnshire              | Nairnshire                 | 2            | Nairnshire                        |
| New Galloway            | Stewartry of Kirkcudbright | 1            | Partie de Wigtown Burghs          |
| North Berwick           | Haddingtonshire            | 1            | Partie de Haddington Burghs       |
| Orkney & Zetland        | Orkney & Zetland           | 2            | Orkney & Shetland                 |
| Peebles                 | Peeblesshire               | 1            | Partie de Linlithgow Burghs       |
| Peeblesshire            | Peeblesshire               | 2            | Peeblesshire                      |
| Perth                   | Perthshire                 | 1            | Partie de Perth Burghs            |
| Perthshire              | Perthshire                 | 4            | Perthshire                        |
| Pittenweem              | Fifeshire                  | 1            | Partie d'Anstruther Easter Burghs |
| Queensferry             | Linlithgowshire            | 1            | Partie de Stirling Burghs         |
| Renfrew                 | Renfrewshire               | 1            | Partie de Glasgow Burghs          |
| Renfrewshire            | Renfrewshire               | 3            | Renfrewshire                      |
| Ross-shire              | Ross-shire                 | 2            | Ross-shire                        |
| Rothesay                | Buteshire                  | 1            | Partie d'Ayr Burghs               |
| Roxburghshire           | Roxburghshire              | 4            | Roxburghshire                     |
| Rutherglen              | Lanarkshire                | 1            | Partie de Glasgow Burghs          |
| St Andrews              | Fifeshire                  | 1            | Partie de Perth Burghs            |
| Sanquhar                | Dumfries & Annandale       | 1            | Partie de Dumfries Burghs         |
| Selkirk                 | Selkirkshire               | 1            | Partie de Linlithgow Burghs       |
| Selkirkshire            | Selkirkshire               | 2            | Selkirkshire                      |
| Stirling                | Stirlingshire              | 1            | Partie de Stirling Burghs         |
| Stirlingshire           | Stirlingshire              | 3            | Stirlingshire                     |
| Stranraer               | Wigtownshire               | 1            | Partie de Wigtown Burghs          |
| Sutherlandshire         | Sutherlandshire            | 1            | Sutherland                        |
| Tain                    | Ross-shire                 | 1            | Partie de Tain Burghs             |
| Whithorn                | Wigtownshire               | 1            | Partie de Wigtown Burghs          |
| Wick                    | Caithness-shire            | 1            | Partie de Tain Burghs             |
| Wigtown                 | Wigtownshire               | 1            | Partie de Wigtown Burghs          |
| Wigtownshire            | Wigtownshire               | 2            | Wigtownshire                      |

### Analyse des circonscriptions écossaises, 1703 et 1708
Légende des catégories dans les tableaux suivants : BC - Circonscriptions de Burgh, SC - Circonscriptions de Shire et Stewartry, Total C - Circonscriptions totales, BMP - Burgh Membres du Parlement, SMP - Shire et Stewartry Membres du Parlement.
Table 1: Circonscriptions et MPs, par type de circonscription
| Year | BC | SC | Total C | BMP | SMP | Total MPs |
| ---- | -- | -- | ------- | --- | --- | --------- |
| 1703 | 66 | 33 | 99      | 67  | 87  | 154       |
| 1708 | 15 | 30 | 45      | 15  | 30  | 45        |

Table 1: Circonscriptions et MPs, par type et nombre de sièges
| An   | BCx1 | BCx2 | SCx1 | SCx2 | SCx3 | SCx4 | Total C | Total MPs |
| ---- | ---- | ---- | ---- | ---- | ---- | ---- | ------- | --------- |
| 1703 | 65   | 1    | 3    | 16   | 4    | 10   | 99      | 154       |
| 1708 | 15   | 0    | 30   | 0    | 0    | 0    | 45      | 45        |